# Ahora que te vas
«Ahora que te vas» es el cuarto sencillo del álbum El mundo se equivoca, el tercero de estudio, del grupo español La Quinta Estación. En 2007 se lanzó el sencillo única y exclusivamente para EUA.

## Información
La canción fue compuesta por Pablo Domínguez y José Luis Vargas. Es una canción dedicada su mascota y al profundo dolor que siente por dejarla, la misma Natalia y Pablo así lo confirmaron, y se puede escuchar en frases como "en blanco y negro soñare si tu no estas" "ahora que te vas no habrá alegría en mi jardín" "has dejado un plato sucio en tu lugar". Además el sencillo solo fue promocionado en los Estados Unidos y la canción no tiene videoclip oficial.